# Manobia shirozui
Manobia shirozui es una especie de insecto coleóptero de la familia Chrysomelidae. Fue descrita científicamente en 1996 por Kimoto.